# Желтушка шафрановая
Желтушка шафрановая (лат. Colias croceus) — дневная бабочка из рода Colias семейства желтушки.
Видовой эпитет croceus произошёл от лат. Crocus — шафран, шафрановый цвет, то есть ярко-жёлтый.

## Описание

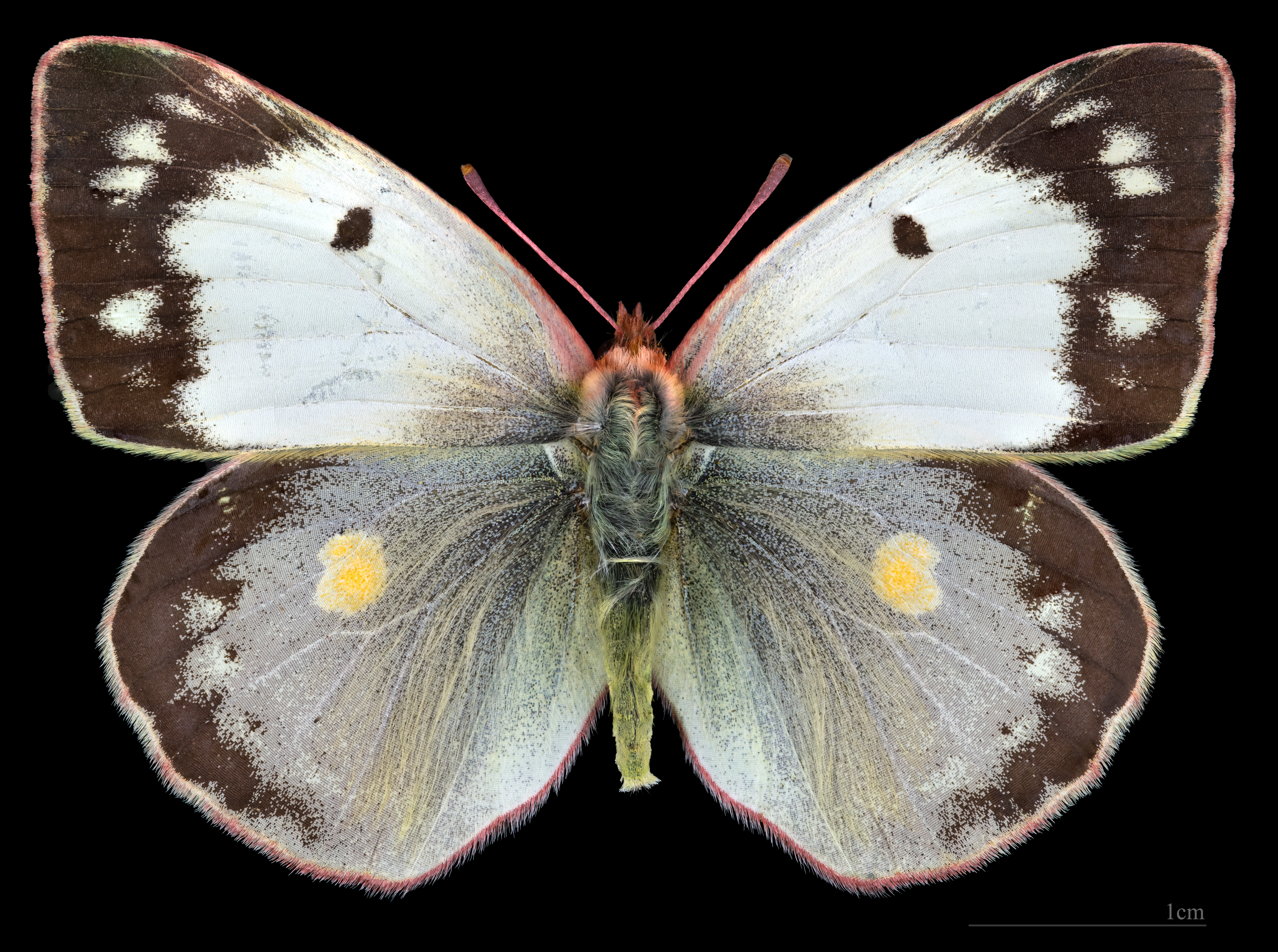
форма helice

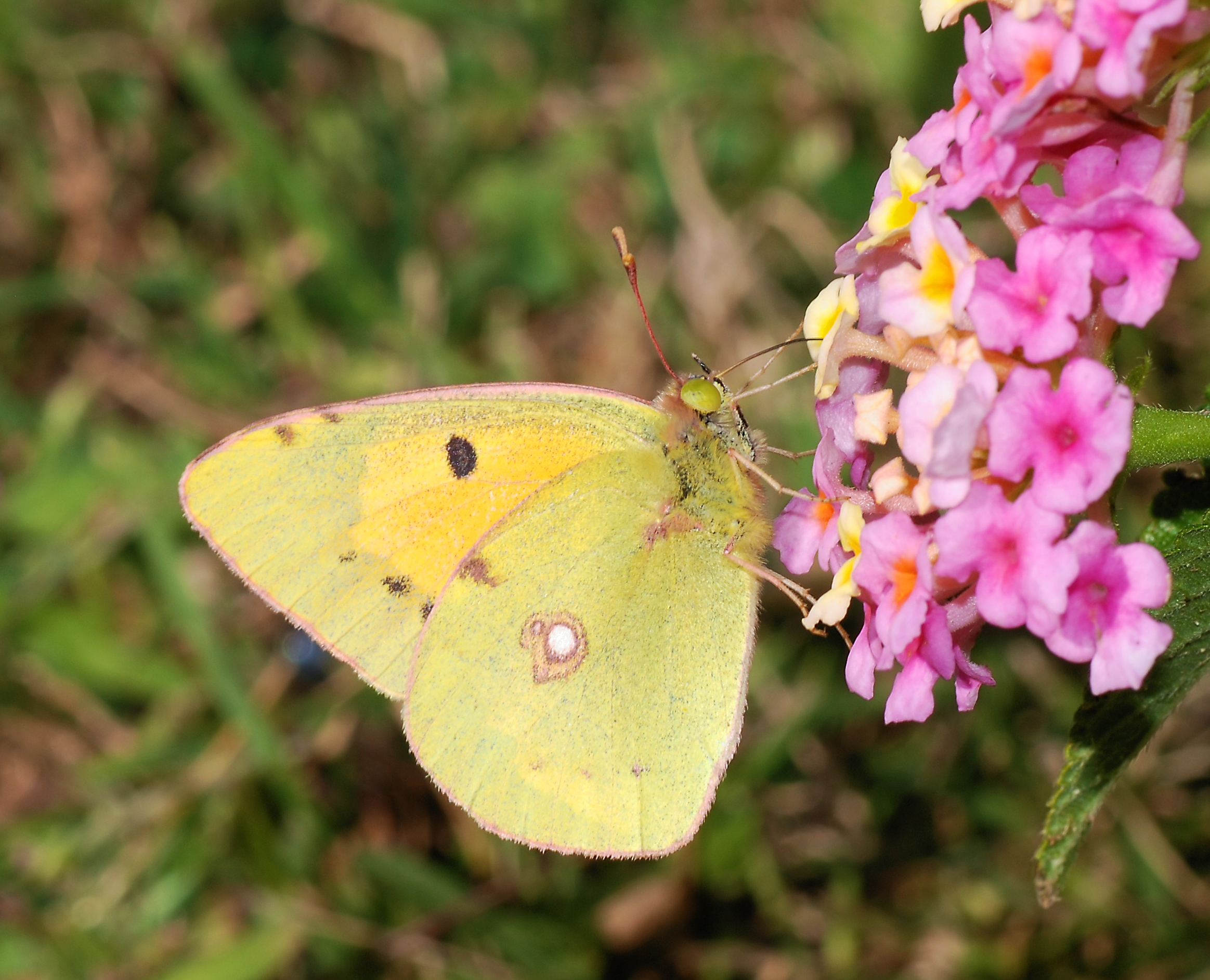

У самца длина переднего крыла 23—27 мм. Крылья сверху ярко-оранжевые, «шафрановые». Переднее крыло сверху с широкой чёрной каймой, в привершинной области пересекаемой светлыми жилками, и чёрным овальным дискальным пятном. Заднее крыло сверху с чёрной каймой, пересекаемой светлыми жилками, и интенсивным серым налётом, на фоне которого выделяется крупное оранжевое двойное дискальное пятно. Бахромка крыльев розовая.
У самки длина переднего крыла 24—28 мм. Крылья сверху жёлто-оранжевые, с широкой чёрной каймой, содержащей размытые серые пятна; переднее крыло сверху с крупным чёрным дискальным пятном, заднее — с ярко оранжевым крупным двойным дискальным пятном на фоне заметного серого затемнения. Бахромка крыльев розовая.
Гусеницы тёмно-зелёные, полосы на теле беловатые или красноватые, с жёлтыми пятнами.

## Распространение
Центральная, Западная (кроме севера) и Южная Европа, средняя полоса и юг европейской части России, Средний и Южный Урал, Курганская область, Балтия, Беларусь, Украина, Молдова, Кавказ и Закавказье, Северо-Западный Казахстан до озера Тенгиз, Юго-Западный Туркменистан, Северная Африка, Малая Азия, страны Ближнего Востока, Турция, Иран.

## Развитие
Развивается в двух—трёх поколениях. Зимуют гусеницы или куколки. Гусеницы встречаются с июня до осени, перезимовывают и заканчивают развитие весной. Лёт бабочек с апреля (мая) по октябрь—ноябрь. В некоторые годы проявляет миграционную подвижность.
Гусеницы питаются различными бобовыми растениями: клевером луговым (Trifolium pratense) и другими видами клевера (Trifolium), люцерной (Medicago), в том числе люцерной посевной (Medicago sativa), Medicago lappacea, Medicago hispida, Medicago polymorpha, Medicago sulcata; викой (Vicia), лядвенцем (Lotus), эспарцетом (Onobrychis), астрагалом (Astragalus) (BRU, Nekrutenko, 1990, Gorbunov, Korshunov, 1995), пузырником (Colutea arborescens), Acanthyllis tragacanthoides, Acanthyllis numidica, язвенником (Anthyllis tetraphylla), Erophaca baetica, различными видами гиппокреписа (Hippocrepis).

## Интересные факты
Были выпущены марки с изображением этого вида бабочки: на Азорских островах в 1985 г.; в Венгрии в 1966 г.; в ГДР в 1964 г.; в Гибралтаре в 1977 г.; в Олдерни в 1994 г.; в Швейцарии в 1957 г.; в Сан-Марино в 1993 г.; в Турции в 1987 г.